# Interlands Duits voetbalelftal 1990-1999
Deze pagina toont een chronologisch en gedetailleerd overzicht van de interlands die het (West-)Duits voetbalelftal heeft gespeeld in de periode 1990 – 1999.
Op 3 oktober 1990 vond de Duitse hereniging plaats waarna het West-Duits en Oost-Duits voetbalelftal verder samen gingen. Tijdens de loting voor de EK-kwalificatie 1992 op 2 februari 1990 werden beide Duitslanden toevallig bij elkaar in groep 5 ingedeeld. Vanwege de hereniging trok Oost-Duitsland zich in juli 1990 echter terug. De voor 21 december 1991 geplande kwalificatiewedstrijd in München tussen West- en Oost-Duitsland werd daarop geschrapt. De voor 21 november 1990 geplande wedstrijd in Leipzig werd in eerste instantie omgezet in een vriendschappelijke wedstrijd maar werd uiteindelijk afgelast vanwege supportersrellen in diverse Duitse steden in de weken vooraf.

## Interlands

### 1990
|                                                                          |                                        |       |                    |                                                                                          |
| 28 februari Vriendschappelijk № 557 «onderlinge duels» 20:30 uur (UTC+1) | Frankrijk                              | 2 – 1 | West-Duitsland     | Stade de la Mosson, Montpellier Toeschouwers: 22.000 Scheidsrechter: Joaquín Ramos (ESP) |
| 28 februari Vriendschappelijk № 557 «onderlinge duels» 20:30 uur (UTC+1) | Jean-Pierre Papin 43' Éric Cantona 82' |       | 36' Andreas Möller | Stade de la Mosson, Montpellier Toeschouwers: 22.000 Scheidsrechter: Joaquín Ramos (ESP) |

|                                                                       |                                                          |       |                                                                     |                                                                                 |
| 25 april Vriendschappelijk № 558 «onderlinge duels» 20:15 uur (UTC+2) | West-Duitsland                                           | 3 – 3 | Uruguay                                                             | Neckarstadion, Stuttgart Toeschouwers: 35.000 Scheidsrechter: Bo Karlsson (SWE) |
| 25 april Vriendschappelijk № 558 «onderlinge duels» 20:15 uur (UTC+2) | Lothar Matthäus 60' Rudi Völler 64' Jürgen Klinsmann 75' |       | 49' Carlos Aguilera 73' Santiago Ostolaza 78' Daniel Felipe Revelez | Neckarstadion, Stuttgart Toeschouwers: 35.000 Scheidsrechter: Bo Karlsson (SWE) |

|                                                                     |                |       |                   |                                                                                  |
| 26 mei Vriendschappelijk № 559 «onderlinge duels» 18:00 uur (UTC+2) | West-Duitsland | 1 – 0 | Tsjecho-Slowakije | Rheinstadion, Düsseldorf Toeschouwers: 26.000 Scheidsrechter: Bruno Galler (SUI) |
| 26 mei Vriendschappelijk № 559 «onderlinge duels» 18:00 uur (UTC+2) | Uwe Bein 24'   |       |                   | Rheinstadion, Düsseldorf Toeschouwers: 26.000 Scheidsrechter: Bruno Galler (SUI) |

|                                                                     |                 |       |            |                                                                                    |
| 30 mei Vriendschappelijk № 560 «onderlinge duels» 20:15 uur (UTC+2) | West-Duitsland  | 1 – 0 | Denemarken | Parkstadion, Gelsenkirchen Toeschouwers: 42.000 Scheidsrechter: Neil Midgley (ENG) |
| 30 mei Vriendschappelijk № 560 «onderlinge duels» 20:15 uur (UTC+2) | Rudi Völler 35' |       |            | Parkstadion, Gelsenkirchen Toeschouwers: 42.000 Scheidsrechter: Neil Midgley (ENG) |

| Wereldkampioenschap voetbal 1990 |
| -------------------------------- |

|                                                                |                                                                              |       |                 |                                                                                           |
| 10 juni WK 1990 Groep D № 561 «onderlinge duels» 21:00 (UTC+2) | West-Duitsland                                                               | 4 – 1 | Joegoslavië     | Stadio Giuseppe Meazza, Milaan Toeschouwers: 74.567 Scheidsrechter: Peter Mikkelsen (DEN) |
| 10 juni WK 1990 Groep D № 561 «onderlinge duels» 21:00 (UTC+2) | Lothar Matthäus 29' Jürgen Klinsmann 40' Lothar Matthäus 63' Rudi Völler 71' |       | 55' Davor Jozić | Stadio Giuseppe Meazza, Milaan Toeschouwers: 74.567 Scheidsrechter: Peter Mikkelsen (DEN) |

|                                                                    |                   |       |                                                                                       |                                                                            |
| 15 juni WK 1990 Groep D № 562 «onderlinge duels» 21:00 uur (UTC+2) | V.A.E.            | 1 – 5 | West-Duitsland                                                                        | San Siro, Milaan Toeschouwers: 71.167 Scheidsrechter: Aleksey Spirin (URS) |
| 15 juni WK 1990 Groep D № 562 «onderlinge duels» 21:00 uur (UTC+2) | Khalid Ismail 46' |       | 36' Rudi Völler 37' Jürgen Klinsmann 48' Lothar Matthäus 59' Uwe Bein 75' Rudi Völler | San Siro, Milaan Toeschouwers: 71.167 Scheidsrechter: Aleksey Spirin (URS) |

|                                                                    |                       |       |                     |                                                                         |
| 19 juni WK 1990 Groep D № 563 «onderlinge duels» 17:00 uur (UTC+2) | West-Duitsland        | 1 – 1 | Colombia            | San Siro, Milaan Toeschouwers: 72.510 Scheidsrechter: Alan Snoddy (NIR) |
| 19 juni WK 1990 Groep D № 563 «onderlinge duels» 17:00 uur (UTC+2) | Pierre Littbarski 89' |       | 90+3' Freddy Rincón | San Siro, Milaan Toeschouwers: 72.510 Scheidsrechter: Alan Snoddy (NIR) |

|                                                                           |                                         |       |                          |                                                                                 |
| 24 juni WK 1990 Achtste finale № 564 «onderlinge duels» 21:00 uur (UTC+2) | West-Duitsland                          | 2 – 1 | Nederland                | San Siro, Milaan Toeschouwers: 74.559 Scheidsrechter: Juan Carlos Loustau (ARG) |
| 24 juni WK 1990 Achtste finale № 564 «onderlinge duels» 21:00 uur (UTC+2) | Jürgen Klinsmann 51' Andreas Brehme 82' |       | 89' (pen.) Ronald Koeman | San Siro, Milaan Toeschouwers: 74.559 Scheidsrechter: Juan Carlos Loustau (ARG) |

|                                                                       |                            |       |                   |                                                                         |
| 1 juli WK 1990 Kwartfinale № 565 «onderlinge duels» 17:00 uur (UTC+2) | West-Duitsland             | 1 – 0 | Tsjecho-Slowakije | San Siro, Milaan Toeschouwers: 73.347 Scheidsrechter: Helmut Kohl (AUT) |
| 1 juli WK 1990 Kwartfinale № 565 «onderlinge duels» 17:00 uur (UTC+2) | Lothar Matthäus 25' (pen.) |       |                   | San Siro, Milaan Toeschouwers: 73.347 Scheidsrechter: Helmut Kohl (AUT) |

|                                                                        |                                                            |       |                                                                     |                                                                                        |
| 4 juli WK 1990 Halve finale № 566 «onderlinge duels» 20:00 uur (UTC+2) | West-Duitsland                                             | 1 – 1 | Engeland                                                            | Stadio delle Alpi, Turijn Toeschouwers: 62.628 Scheidsrechter: José Ramiz Wright (BRA) |
| 4 juli WK 1990 Halve finale № 566 «onderlinge duels» 20:00 uur (UTC+2) | Andreas Brehme 60'                                         |       | 80' Gary Lineker                                                    | Stadio delle Alpi, Turijn Toeschouwers: 62.628 Scheidsrechter: José Ramiz Wright (BRA) |
| 4 juli WK 1990 Halve finale № 566 «onderlinge duels» 20:00 uur (UTC+2) | Strafschoppen                                              |       |                                                                     | Stadio delle Alpi, Turijn Toeschouwers: 62.628 Scheidsrechter: José Ramiz Wright (BRA) |
| 4 juli WK 1990 Halve finale № 566 «onderlinge duels» 20:00 uur (UTC+2) | Andreas Brehme Lothar Matthäus Karl-Heinz Riedle Olaf Thon | 4–3   | Gary Lineker Peter Beardsley David Platt Stuart Pearce Chris Waddle | Stadio delle Alpi, Turijn Toeschouwers: 62.628 Scheidsrechter: José Ramiz Wright (BRA) |

|                                                                  |                           |       |            |                                                                                  |
| 8 juli WK 1990 Finale № 567 «onderlinge duels» 20:00 uur (UTC+2) | West-Duitsland            | 1 – 0 | Argentinië | Stadio Olimpico, Rome Toeschouwers: 73.603 Scheidsrechter: Edgardo Codesal (MEX) |
| 8 juli WK 1990 Finale № 567 «onderlinge duels» 20:00 uur (UTC+2) | Andreas Brehme 85' (pen.) |       |            | Stadio Olimpico, Rome Toeschouwers: 73.603 Scheidsrechter: Edgardo Codesal (MEX) |

|  |  |  |  |  |  |  |  |  |

|                                                                          |               |       |                     |                                                                                      |
| 29 augustus Vriendschappelijk № 568 «onderlinge duels» 21:00 uur (UTC+1) | Portugal      | 1 – 1 | West-Duitsland      | Estádio da Luz, Lissabon Toeschouwers: 15.000 Scheidsrechter: Rosario Lo Bello (ITA) |
| 29 augustus Vriendschappelijk № 568 «onderlinge duels» 21:00 uur (UTC+1) | Rui Águas 57' |       | 15' Lothar Matthäus | Estádio da Luz, Lissabon Toeschouwers: 15.000 Scheidsrechter: Rosario Lo Bello (ITA) |

|                                                                         |                        |       |                                                         |                                                                              |
| 10 oktober Vriendschappelijk № 569 «onderlinge duels» 19:00 uur (UTC+1) | Zweden                 | 1 – 3 | Duitsland                                               | Råsundastadion, Solna Toeschouwers: 20.396 Scheidsrechter: Joe Worrall (ENG) |
| 10 oktober Vriendschappelijk № 569 «onderlinge duels» 19:00 uur (UTC+1) | Stefan Rehn 70' (pen.) |       | 29' Jürgen Klinsmann 38' Rudi Völler 45' Andreas Brehme | Råsundastadion, Solna Toeschouwers: 20.396 Scheidsrechter: Joe Worrall (ENG) |

|                                                                            |                                         |       |                                                   |                                                                                         |
| 31 oktober EK 1992 kwalificatie № 570 «onderlinge duels» 20:15 uur (UTC+1) | Luxemburg                               | 2 – 3 | Duitsland                                         | Stade Municipal, Luxemburg Toeschouwers: 8.250 Scheidsrechter: Kim Milton Nielsen (DEN) |
| 31 oktober EK 1992 kwalificatie № 570 «onderlinge duels» 20:15 uur (UTC+1) | Jean-Paul Girres 56' Robert Langers 65' |       | 15' Jürgen Klinsmann 30' Uwe Bein 43' Rudi Völler | Stade Municipal, Luxemburg Toeschouwers: 8.250 Scheidsrechter: Kim Milton Nielsen (DEN) |

|                                                                          |                                                                           |       |             |                                                                                  |
| 19 december Vriendschappelijk № 571 «onderlinge duels» 20:15 uur (UTC+1) | Duitsland                                                                 | 4 – 0 | Zwitserland | Neckarstadion, Stuttgart Toeschouwers: 20.000 Scheidsrechter: Carlo Longhi (ITA) |
| 19 december Vriendschappelijk № 571 «onderlinge duels» 20:15 uur (UTC+1) | Rudi Völler 1' Karl-Heinz Riedle 66' Andreas Thom 75' Lothar Matthäus 85' |       |             | Neckarstadion, Stuttgart Toeschouwers: 20.000 Scheidsrechter: Carlo Longhi (ITA) |

### 1991
|                                                                       |                                       |       |                             |                                                                                              |
| 27 maart Vriendschappelijk № 572 «onderlinge duels» 20:15 uur (UTC+1) | Duitsland                             | 2 – 1 | Sovjet-Unie                 | Waldstadion, Frankfurt am Main Toeschouwers: 24.000 Scheidsrechter: Michał Listkiewicz (POL) |
| 27 maart Vriendschappelijk № 572 «onderlinge duels» 20:15 uur (UTC+1) | Stefan Reuter 65' Lothar Matthäus 81' |       | 83' (pen.) Igor Dobrovolski | Waldstadion, Frankfurt am Main Toeschouwers: 24.000 Scheidsrechter: Michał Listkiewicz (POL) |

|                                                                       |                    |       |        |                                                                                          |
| 1 mei EK 1992 kwalificatie № 573 «onderlinge duels» 18:15 uur (UTC+2) | Duitsland          | 1 – 0 | België | Niedersachsenstadion, Hannover Toeschouwers: 52.363 Scheidsrechter: Zoran Petrović (YUG) |
| 1 mei EK 1992 kwalificatie № 573 «onderlinge duels» 18:15 uur (UTC+2) | Lothar Matthäus 3' |       |        | Niedersachsenstadion, Hannover Toeschouwers: 52.363 Scheidsrechter: Zoran Petrović (YUG) |

|                                                                        |              |       |           |                                                                               |
| 5 juni EK 1992 kwalificatie № 574 «onderlinge duels» 19:15 uur (UTC+1) | Wales        | 1 – 0 | Duitsland | The Arms Park, Cardiff Toeschouwers: 34.603 Scheidsrechter: Bo Karlsson (SWE) |
| 5 juni EK 1992 kwalificatie № 574 «onderlinge duels» 19:15 uur (UTC+1) | Ian Rush 66' |       |           | The Arms Park, Cardiff Toeschouwers: 34.603 Scheidsrechter: Bo Karlsson (SWE) |

|                                                                           |          |                       |           |                                                                                  |
| 11 september Vriendschappelijk № 575 «onderlinge duels» 20:00 uur (UTC+1) | Engeland | 0 – 1                 | Duitsland | Wembley Stadium, Londen Toeschouwers: 59.500 Scheidsrechter: Alexei Spirin (URS) |
| 11 september Vriendschappelijk № 575 «onderlinge duels» 20:00 uur (UTC+1) |          | 45' Karl-Heinz Riedle |           | Wembley Stadium, Londen Toeschouwers: 59.500 Scheidsrechter: Alexei Spirin (URS) |

|                                                                            |                                                                          |       |                       |                                                                                    |
| 16 oktober EK 1992 kwalificatie № 576 «onderlinge duels» 20:15 uur (UTC+1) | Duitsland                                                                | 4 – 1 | Wales                 | Frankenstadion, Neurenberg Toeschouwers: 46.491 Scheidsrechter: Joël Quiniou (FRA) |
| 16 oktober EK 1992 kwalificatie № 576 «onderlinge duels» 20:15 uur (UTC+1) | Andreas Möller 34' Rudi Völler 39' Karl-Heinz Riedle 45' Thomas Doll 73' |       | 84' (pen.) Paul Bodin | Frankenstadion, Neurenberg Toeschouwers: 46.491 Scheidsrechter: Joël Quiniou (FRA) |

|                                                                             |        |                 |           |                                                                                                   |
| 20 november EK 1992 kwalificatie № 577 «onderlinge duels» 20:00 uur (UTC+1) | België | 0 – 1           | Duitsland | Constant Vanden Stockstadion, Anderlecht Toeschouwers: 16.138 Scheidsrechter: Tullio Lanese (ITA) |
| 20 november EK 1992 kwalificatie № 577 «onderlinge duels» 20:00 uur (UTC+1) |        | 16' Rudi Völler |           | Constant Vanden Stockstadion, Anderlecht Toeschouwers: 16.138 Scheidsrechter: Tullio Lanese (ITA) |

|                                                                             |                                                                                       |       |           | |
| 18 december EK 1992 kwalificatie № 578 «onderlinge duels» 20:15 uur (UTC+1) | Duitsland                                                                             | 4 – 0 | Luxemburg | Ulrich Haberlandstadion, Leverkusen Toeschouwers: 26.000 Scheidsrechter: Zbigniew Przesmycki (POL) |
| 18 december EK 1992 kwalificatie № 578 «onderlinge duels» 20:15 uur (UTC+1) | Lothar Matthäus 15' (pen.) Guido Buchwald 44' Karl-Heinz Riedle 50' Thomas Häßler 62' |       |           | Ulrich Haberlandstadion, Leverkusen Toeschouwers: 26.000 Scheidsrechter: Zbigniew Przesmycki (POL) |

### 1992
|                                                                       |                           |       |           |                                                                                   |
| 25 maart Vriendschappelijk № 579 «onderlinge duels» 20:30 uur (UTC+1) | Italië                    | 1 – 0 | Duitsland | Stadio delle Alpi, Turijn Toeschouwers: 35.802 Scheidsrechter: Rune Larsson (SWE) |
| 25 maart Vriendschappelijk № 579 «onderlinge duels» 20:30 uur (UTC+1) | Roberto Baggio 86' (pen.) |       |           | Stadio delle Alpi, Turijn Toeschouwers: 35.802 Scheidsrechter: Rune Larsson (SWE) |

|                                                                       |                         |       |                   |                                                                                       |
| 22 april Vriendschappelijk № 580 «onderlinge duels» 17:00 uur (UTC+2) | Tsjecho-Slowakije       | 1 – 1 | Duitsland         | Stadion Evžena Rošického, Praag Toeschouwers: 12.000 Scheidsrechter: Arie Frost (ISR) |
| 22 april Vriendschappelijk № 580 «onderlinge duels» 17:00 uur (UTC+2) | Michal Bílek 42' (pen.) |       | 39' Thomas Häßler | Stadion Evžena Rošického, Praag Toeschouwers: 12.000 Scheidsrechter: Arie Frost (ISR) |

|                                                                     |                 |       |         |                                                                                     |
| 30 mei Vriendschappelijk № 581 «onderlinge duels» 18:00 uur (UTC+2) | Duitsland       | 1 – 0 | Turkije | Parkstadion, Gelsenkirchen Toeschouwers: 55.000 Scheidsrechter: Georges Ramos (FRA) |
| 30 mei Vriendschappelijk № 581 «onderlinge duels» 18:00 uur (UTC+2) | Rudi Völler 64' |       |         | Parkstadion, Gelsenkirchen Toeschouwers: 55.000 Scheidsrechter: Georges Ramos (FRA) |

|                                                                     |                  |       |                    |                                                                                    |
| 2 juni Vriendschappelijk № 582 «onderlinge duels» 20:15 uur (UTC+2) | Duitsland        | 1 – 1 | Noord-Ierland      | Weserstadion, Bremen Toeschouwers: 24.000 Scheidsrechter: Alphonse Costantin (BEL) |
| 2 juni Vriendschappelijk № 582 «onderlinge duels» 20:15 uur (UTC+2) | Manfred Binz 40' |       | 22' Michael Hughes | Weserstadion, Bremen Toeschouwers: 24.000 Scheidsrechter: Alphonse Costantin (BEL) |

| Europees kampioenschap voetbal 1992 |
| ----------------------------------- |

|                                                                    |                             |       |                   |                                                                                    |
| 12 juni EK 1992 Groep B № 583 «onderlinge duels» 20:15 uur (UTC+2) | Duitsland                   | 1 – 1 | GOS               | Idrottsparken, Norrköping Toeschouwers: 17.410 Scheidsrechter: Gérard Biguet (FRA) |
| 12 juni EK 1992 Groep B № 583 «onderlinge duels» 20:15 uur (UTC+2) | Igor Dobrovolski 64' (pen.) |       | 90' Thomas Häßler | Idrottsparken, Norrköping Toeschouwers: 17.410 Scheidsrechter: Gérard Biguet (FRA) |

|                                                                    |           |                                            |           |                                                                                   |
| 15 juni EK 1992 Groep B № 584 «onderlinge duels» 17:15 uur (UTC+2) | Schotland | 0 – 2                                      | Duitsland | Idrottsparken, Norrköping Toeschouwers: 17.638 Scheidsrechter: Guy Goethals (BEL) |
| 15 juni EK 1992 Groep B № 584 «onderlinge duels» 17:15 uur (UTC+2) |           | 29' Karl-Heinz Riedle 47' Stefan Effenberg |           | Idrottsparken, Norrköping Toeschouwers: 17.638 Scheidsrechter: Guy Goethals (BEL) |

|                                                                    |                                                        |       |                      |                                                                                |
| 18 juni EK 1992 Groep B № 585 «onderlinge duels» 20:15 uur (UTC+2) | Nederland                                              | 3 – 1 | West-Duitsland       | Ullevi, Göteborg Toeschouwers: 37.725 Scheidsrechter: Pierluigi Pairetto (ITA) |
| 18 juni EK 1992 Groep B № 585 «onderlinge duels» 20:15 uur (UTC+2) | Frank Rijkaard 4' Rob Witschge 15' Dennis Bergkamp 72' |       | 53' Jürgen Klinsmann | Ullevi, Göteborg Toeschouwers: 37.725 Scheidsrechter: Pierluigi Pairetto (ITA) |

|                                                                         |                                               |       |                                                              |                                                                                |
| 21 juni EK 1992 Halve finale № 586 «onderlinge duels» 20:15 uur (UTC+2) | Zweden                                        | 2 – 3 | Duitsland                                                    | Råsundastadion, Solna Toeschouwers: 28.827 Scheidsrechter: Tullio Lanese (ITA) |
| 21 juni EK 1992 Halve finale № 586 «onderlinge duels» 20:15 uur (UTC+2) | Tomas Brolin 64' (pen.) Karl-Heinz Riedle 89' |       | 11' Thomas Häßler 59' Karl-Heinz Riedle 89' Kennet Andersson | Råsundastadion, Solna Toeschouwers: 28.827 Scheidsrechter: Tullio Lanese (ITA) |

|                                                                   |                                 |       |           |                                                                                  |
| 26 juni EK 1992 Finale № 587 «onderlinge duels» 20:15 uur (UTC+2) | Denemarken                      | 2 – 0 | Duitsland | Ullevi Stadion, Göteborg Toeschouwers: 38.700 Scheidsrechter: Bruno Galler (SUI) |
| 26 juni EK 1992 Finale № 587 «onderlinge duels» 20:15 uur (UTC+2) | John Jensen 18' Kim Vilfort 78' |       |           | Ullevi Stadion, Göteborg Toeschouwers: 38.700 Scheidsrechter: Bruno Galler (SUI) |

|  |  |  |  |  |  |  |  |  |

|                                                                          |                  |       |                                            |                                                                               |
| 9 september Vriendschappelijk № 587 «onderlinge duels» 19:00 uur (UTC+2) | Denemarken       | 1 – 2 | Duitsland                                  | Parken, Kopenhagen Toeschouwers: 40.600 Scheidsrechter: Martin Bodenham (ENG) |
| 9 september Vriendschappelijk № 587 «onderlinge duels» 19:00 uur (UTC+2) | Lars Elstrup 81' |       | 47' Karl-Heinz Riedle 88' Stefan Effenberg | Parken, Kopenhagen Toeschouwers: 40.600 Scheidsrechter: Martin Bodenham (ENG) |

|                                                                         |                 |       |                       |                                                                                      |
| 14 oktober Vriendschappelijk № 589 «onderlinge duels» 20:15 uur (UTC+1) | Duitsland       | 1 – 1 | Mexico                | Rudolf Harbigstadion, Dresden Toeschouwers: 27.000 Scheidsrechter: Jozef Marko (TCH) |
| 14 oktober Vriendschappelijk № 589 «onderlinge duels» 20:15 uur (UTC+1) | Rudi Völler 58' |       | 72' Carlos Hermosillo | Rudolf Harbigstadion, Dresden Toeschouwers: 27.000 Scheidsrechter: Jozef Marko (TCH) |

|                                                                          |           |       |            |                                                                                   |
| 18 november Vriendschappelijk № 590 «onderlinge duels» 17:00 uur (UTC+1) | Duitsland | 0 – 0 | Oostenrijk | Frankenstadion, Neurenberg Toeschouwers: 46.000 Scheidsrechter: Joe Worrall (ENG) |
| 18 november Vriendschappelijk № 590 «onderlinge duels» 17:00 uur (UTC+1) |           |       |            | Frankenstadion, Neurenberg Toeschouwers: 46.000 Scheidsrechter: Joe Worrall (ENG) |

|                                                                          |                                           |       |                     |                                                                                         |
| 16 december Vriendschappelijk № 591 «onderlinge duels» 16:15 uur (UTC−2) | Brazilië                                  | 3 – 1 | Duitsland           | Estádio Beira-Rio, Porto Alegre Toeschouwers: 32.323 Scheidsrechter: Juan Escobar (PAR) |
| 16 december Vriendschappelijk № 591 «onderlinge duels» 16:15 uur (UTC−2) | Luis Henrique 38' Bebeto 41' Jorginho 90' |       | 85' Matthias Sammer | Estádio Beira-Rio, Porto Alegre Toeschouwers: 32.323 Scheidsrechter: Juan Escobar (PAR) |

|                                                                          |                         |       |                                                                              |                                                                                        |
| 20 december Vriendschappelijk № 592 «onderlinge duels» 19:00 uur (UTC−2) | Uruguay                 | 1 – 4 | Duitsland                                                                    | Estadio Centenario, Montevideo Toeschouwers: 18.676 Scheidsrechter: Juan Loustau (ARG) |
| 20 december Vriendschappelijk № 592 «onderlinge duels» 19:00 uur (UTC−2) | Michael Zorc 83' (e.d.) |       | 41' Guido Buchwald 60' Andreas Möller 70' Thomas Häßler 76' Jürgen Klinsmann | Estadio Centenario, Montevideo Toeschouwers: 18.676 Scheidsrechter: Juan Loustau (ARG) |

### 1993
|                                                                   |           |                       |           |                                                                                  |
| 24 maart Vriendschappelijk № 593 «onderlinge duels» 00 uur (UTC+) | Duitsland | 0 – 1                 | Schotland | Ibrox Stadium, Glasgow Toeschouwers: 36.400 Scheidsrechter: Léon Schelings (BEL) |
| 24 maart Vriendschappelijk № 593 «onderlinge duels» 00 uur (UTC+) |           | 21' Karl-Heinz Riedle |           | Ibrox Stadium, Glasgow Toeschouwers: 36.400 Scheidsrechter: Léon Schelings (BEL) |

|                                                                       | |       |                         |                                                                                   |
| 14 april Vriendschappelijk № 594 «onderlinge duels» 20:00 uur (UTC+2) | Duitsland | 6 – 1 | Ghana                   | Ruhrstadion, Bochum Toeschouwers: 37.000 Scheidsrechter: Mario van der Ende (NED) |
| 14 april Vriendschappelijk № 594 «onderlinge duels» 20:00 uur (UTC+2) | Ulf Kirsten 69' Stefan Effenberg 70' Jürgen Klinsmann 70' Stefan Effenberg 82' Jürgen Klinsmann 86' Andreas Möller 88' |       | 45' Prince Polley Opoku | Ruhrstadion, Bochum Toeschouwers: 37.000 Scheidsrechter: Mario van der Ende (NED) |

|                                                                |                                                         |       |                                                              | |
| 10 juni US Cup 1993 № 595 «onderlinge duels» 16:00 uur (UTC−4) | Brazilië                                                | 3 – 3 | Duitsland                                                    | Robert F. Kennedy Memorial Stadium, Washington D.C. Toeschouwers: 34.737 Scheidsrechter: Arturo Ángeles (USA) |
| 10 juni US Cup 1993 № 595 «onderlinge duels» 16:00 uur (UTC−4) | Thomas Helmer 13' (e.d.) Careca 32' (pen.) Luisinho 39' |       | 66' Jürgen Klinsmann 80' Andreas Möller 90' Jürgen Klinsmann | Robert F. Kennedy Memorial Stadium, Washington D.C. Toeschouwers: 34.737 Scheidsrechter: Arturo Ángeles (USA) |

|                                                                |                                                   |       |                                                                                        |                                                                                |
| 13 juni US Cup 1993 № 596 «onderlinge duels» 12:00 uur (UTC−5) | Verenigde Staten                                  | 3 – 4 | Duitsland                                                                              | Soldier Field, Chicago Toeschouwers: 53.549 Scheidsrechter: Juan Loustau (ARG) |
| 13 juni US Cup 1993 № 596 «onderlinge duels» 12:00 uur (UTC−5) | Tom Dooley 25' Earnest Stewart 72' Tom Dooley 80' |       | 14' Jürgen Klinsmann 34' Karl-Heinz Riedle 40' Karl-Heinz Riedle 59' Karl-Heinz Riedle | Soldier Field, Chicago Toeschouwers: 53.549 Scheidsrechter: Juan Loustau (ARG) |

|                                                                |                                           |       |                 |                                                                                        |
| 19 juni VS Cup 1993 № 597 «onderlinge duels» 14:00 uur (UTC−4) | Duitsland                                 | 2 – 1 | Engeland        | Pontiac Silverdome, Detroit Toeschouwers: 62.126 Scheidsrechter: Ernesto Filippi (URU) |
| 19 juni VS Cup 1993 № 597 «onderlinge duels» 14:00 uur (UTC−4) | Stefan Effenberg 26' Jürgen Klinsmann 55' |       | 31' David Platt | Pontiac Silverdome, Detroit Toeschouwers: 62.126 Scheidsrechter: Ernesto Filippi (URU) |

|                                                                           |                           |       |                    |                                                                                  |
| 22 september Vriendschappelijk № 598 «onderlinge duels» 19:00 uur (UTC+1) | Tunesië                   | 1 – 1 | Duitsland          | Stade El Menzah, Tunis Toeschouwers: 40.000 Scheidsrechter: Rachid Medjiba (ALG) |
| 22 september Vriendschappelijk № 598 «onderlinge duels» 19:00 uur (UTC+1) | Faouai Rouissi 61' (pen.) |       | 55' Andreas Möller | Stade El Menzah, Tunis Toeschouwers: 40.000 Scheidsrechter: Rachid Medjiba (ALG) |

|                                                                         |                                                                                                   |       |         |                                                                                    |
| 13 oktober Vriendschappelijk № 599 «onderlinge duels» 20:15 uur (UTC+1) | Duitsland                                                                                         | 5 – 0 | Uruguay | Wildparkstadion, Karlsruhe Toeschouwers: 29.000 Scheidsrechter: Gerd Grabher (AUT) |
| 13 oktober Vriendschappelijk № 599 «onderlinge duels» 20:15 uur (UTC+1) | Guido Buchwald 8' Andreas Möller 10' Karl-Heinz Riedle 12' Ulf Kirsten 70' Luis Romero 88' (e.d.) |       |         | Wildparkstadion, Karlsruhe Toeschouwers: 29.000 Scheidsrechter: Gerd Grabher (AUT) |

|                                                                          |                                       |       |                             |                                                                                      |
| 17 november Vriendschappelijk № 600 «onderlinge duels» 18:15 uur (UTC+1) | Duitsland                             | 2 – 1 | Brazilië                    | Müngersdorferstadion, Keulen Toeschouwers: 51.000 Scheidsrechter: Jan Damgaard (DEN) |
| 17 november Vriendschappelijk № 600 «onderlinge duels» 18:15 uur (UTC+1) | Guido Buchwald 38' Andreas Möller 41' |       | 40' Aparecido Paulino Evair | Müngersdorferstadion, Keulen Toeschouwers: 51.000 Scheidsrechter: Jan Damgaard (DEN) |

|                                                                          |                               |       |                   |                                                                          |
| 15 december Vriendschappelijk № 601 «onderlinge duels» 15:00 uur (UTC−5) | Argentinië                    | 2 – 1 | Duitsland         | Orange Bowl, Miami Toeschouwers: 35.221 Scheidsrechter: Philip Don (ENG) |
| 15 december Vriendschappelijk № 601 «onderlinge duels» 15:00 uur (UTC−5) | Hernan Diaz 4' Abel Balbo 64' |       | 9' Andreas Möller | Orange Bowl, Miami Toeschouwers: 35.221 Scheidsrechter: Philip Don (ENG) |

|                                                                          |                  |                                                      |           |                                                                                     |
| 18 december Vriendschappelijk № 602 «onderlinge duels» 12:00 uur (UTC−8) | Verenigde Staten | 0 – 3                                                | Duitsland | Stanford Stadium, Stanford Toeschouwers: 52.397 Scheidsrechter: Rune Pedersen (NOR) |
| 18 december Vriendschappelijk № 602 «onderlinge duels» 12:00 uur (UTC−8) |                  | 16' Andreas Möller 79' Stefan Kuntz 90' Andreas Thom |           | Stanford Stadium, Stanford Toeschouwers: 52.397 Scheidsrechter: Rune Pedersen (NOR) |

|                                                                          |        |       |           |                                                                                     |
| 22 december Vriendschappelijk № 603 «onderlinge duels» 15:00 uur (UTC−6) | Mexico | 0 – 0 | Duitsland | Aztekenstadion, Mexico-Stad Toeschouwers: 114.000 Scheidsrechter: Bob Sawtell (CAN) |
| 22 december Vriendschappelijk № 603 «onderlinge duels» 15:00 uur (UTC−6) |        |       |           | Aztekenstadion, Mexico-Stad Toeschouwers: 114.000 Scheidsrechter: Bob Sawtell (CAN) |

### 1994
|                                                                       |                                           |       |                 |                                                                                             |
| 23 maart Vriendschappelijk № 604 «onderlinge duels» 20:30 uur (UTC+1) | Duitsland                                 | 2 – 1 | Italië          | Gottlieb Daimlerstadion, Stuttgart Toeschouwers: 52.800 Scheidsrechter: Jim McCluskey (SCO) |
| 23 maart Vriendschappelijk № 604 «onderlinge duels» 20:30 uur (UTC+1) | Jürgen Klinsmann 45' Jürgen Klinsmann 47' |       | 44' Dino Baggio | Gottlieb Daimlerstadion, Stuttgart Toeschouwers: 52.800 Scheidsrechter: Jim McCluskey (SCO) |

|                                                                       |        |                                      |           |                                                                                        |
| 27 april Vriendschappelijk № 605 «onderlinge duels» 20:00 uur (UTC+4) | V.A.E. | 0 – 2                                | Duitsland | Al Nahyanstadion, Abu Dhabi Toeschouwers: 12.000 Scheidsrechter: Ion Crăciunescu (ROU) |
| 27 april Vriendschappelijk № 605 «onderlinge duels» 20:00 uur (UTC+4) |        | 67' Ulf Kirsten 90' Maurizio Gaudino |           | Al Nahyanstadion, Abu Dhabi Toeschouwers: 12.000 Scheidsrechter: Ion Crăciunescu (ROU) |

|                                                                     |           |                                   |         |                                                                                              |
| 29 mei Vriendschappelijk № 606 «onderlinge duels» 18:00 uur (UTC+2) | Duitsland | 0 – 2                             | Ierland | Niedersachsenstadion, Hannover Toeschouwers: 50.000 Scheidsrechter: José García-Aranda (ESP) |
| 29 mei Vriendschappelijk № 606 «onderlinge duels» 18:00 uur (UTC+2) |           | 31' Tony Cascarino 69' Gary Kelly |         | Niedersachsenstadion, Hannover Toeschouwers: 50.000 Scheidsrechter: José García-Aranda (ESP) |

|                                                                     |                         |       |                                                                                                 |                                                                                   |
| 2 juni Vriendschappelijk № 607 «onderlinge duels» 15:20 uur (UTC+2) | Oostenrijk              | 1 – 5 | Duitsland                                                                                       | Ernst Happelstadion, Wenen Toeschouwers: 35.000 Scheidsrechter: Rémi Harrel (FRA) |
| 2 juni Vriendschappelijk № 607 «onderlinge duels» 15:20 uur (UTC+2) | Toni Polster 77' (pen.) |       | 22' Matthias Sammer 50' Andreas Möller 62' Jürgen Klinsmann 66' Andreas Möller 90' Mario Basler | Ernst Happelstadion, Wenen Toeschouwers: 35.000 Scheidsrechter: Rémi Harrel (FRA) |

|                                                                     |        |                                     |           |                                                                                   |
| 8 juni Vriendschappelijk № 608 «onderlinge duels» 14:30 uur (UTC−4) | Canada | 0 – 2                               | Duitsland | Varsity Stadium, Toronto Toeschouwers: 20.124 Scheidsrechter: Stephen Lodge (ENG) |
| 8 juni Vriendschappelijk № 608 «onderlinge duels» 14:30 uur (UTC−4) |        | 31' Matthias Sammer 90' Rudi Völler |           | Varsity Stadium, Toronto Toeschouwers: 20.124 Scheidsrechter: Stephen Lodge (ENG) |

| Wereldkampioenschap voetbal 1994 |
| -------------------------------- |

|                                                                    |                      |       |         |                                                                                        |
| 17 juni WK 1994 Groep C № 609 «onderlinge duels» 14:00 uur (UTC−5) | Duitsland            | 1 – 0 | Bolivia | Soldier Field, Chicago Toeschouwers: 63.117 Scheidsrechter: Arturo Brizio Carter (MEX) |
| 17 juni WK 1994 Groep C № 609 «onderlinge duels» 14:00 uur (UTC−5) | Jürgen Klinsmann 61' |       |         | Soldier Field, Chicago Toeschouwers: 63.117 Scheidsrechter: Arturo Brizio Carter (MEX) |

|                                                                    |                      |       |                       |                                                                                   |
| 21 juni WK 1994 Groep C № 610 «onderlinge duels» 15:00 uur (UTC−5) | Duitsland            | 1 – 1 | Spanje                | Soldier Field, Chicago Toeschouwers: 63.113 Scheidsrechter: Ernesto Filippi (URU) |
| 21 juni WK 1994 Groep C № 610 «onderlinge duels» 15:00 uur (UTC−5) | Jürgen Klinsmann 48' |       | 15' Andoni Goikoetxea | Soldier Field, Chicago Toeschouwers: 63.113 Scheidsrechter: Ernesto Filippi (URU) |

|                                                                    |                                                                 |       |                                      |                                                                             |
| 27 juni WK 1994 Groep C № 611 «onderlinge duels» 15:00 uur (UTC−5) | Duitsland                                                       | 3 – 2 | Zuid-Korea                           | Cotton Bowl, Dallas Toeschouwers: 63.998 Scheidsrechter: Joël Quiniou (FRA) |
| 27 juni WK 1994 Groep C № 611 «onderlinge duels» 15:00 uur (UTC−5) | Jürgen Klinsmann 12' Karl-Heinz Riedle 20' Jürgen Klinsmann 37' |       | 52' Hwang Sun-hong 63' Hong Myung-bo | Cotton Bowl, Dallas Toeschouwers: 63.998 Scheidsrechter: Joël Quiniou (FRA) |

|                                                                          |                                                     |       |                                     |                                                                                      |
| 2 juli WK 1994 Achtste finale № 612 «onderlinge duels» 12:00 uur (UTC−5) | Duitsland                                           | 3 – 2 | België                              | Soldier Field, Chicago Toeschouwers: 60.246 Scheidsrechter: Kurt Röthlisberger (SUI) |
| 2 juli WK 1994 Achtste finale № 612 «onderlinge duels» 12:00 uur (UTC−5) | Rudi Völler 6' Jürgen Klinsmann 11' Rudi Völler 40' |       | 8' Georges Grün 90' Philippe Albert | Soldier Field, Chicago Toeschouwers: 60.246 Scheidsrechter: Kurt Röthlisberger (SUI) |

|                                                                        |                                            |       |                           |                                                                                               |
| 10 juli WK 1994 Kwartfinale № 613 «onderlinge duels» 12:00 uur (UTC−4) | Bulgarije                                  | 2 – 1 | Duitsland                 | Giants Stadium, East Rutherford Toeschouwers: 72.000 Scheidsrechter: José Torres Cadena (COL) |
| 10 juli WK 1994 Kwartfinale № 613 «onderlinge duels» 12:00 uur (UTC−4) | Christo Stoitsjkov 75' Yordan Letchkov 78' |       | 47' (pen) Lothar Matthäus | Giants Stadium, East Rutherford Toeschouwers: 72.000 Scheidsrechter: José Torres Cadena (COL) |

|  |  |  |  |  |  |  |  |  |

|                                                                          |         |                 |           |                                                                                             |
| 7 september Vriendschappelijk № 614 «onderlinge duels» 20:00 uur (UTC+4) | Rusland | 0 – 1           | Duitsland | Olympisch Stadion Loezjniki, Moskou Toeschouwers: 35.000 Scheidsrechter: Piotr Werner (POL) |
| 7 september Vriendschappelijk № 614 «onderlinge duels» 20:00 uur (UTC+4) |         | 7' Stefan Kuntz |           | Olympisch Stadion Loezjniki, Moskou Toeschouwers: 35.000 Scheidsrechter: Piotr Werner (POL) |

|                                                                         |           |       |           |                                                                                      |
| 12 oktober Vriendschappelijk № 615 «onderlinge duels» 18:00 uur (UTC+2) | Hongarije | 0 – 0 | Duitsland | Népstadion, Boedapest Toeschouwers: 20.000 Scheidsrechter: Michel Zen-Ruffinen (SUI) |
| 12 oktober Vriendschappelijk № 615 «onderlinge duels» 18:00 uur (UTC+2) |           |       |           | Népstadion, Boedapest Toeschouwers: 20.000 Scheidsrechter: Michel Zen-Ruffinen (SUI) |

|                                                                             |                   |       |                                      |                                                                                       |
| 16 november EK 1996 kwalificatie № 616 «onderlinge duels» 14:00 uur (UTC+1) | Albanië           | 1 – 2 | Duitsland                            | Qemal Stafastadion, Tirana Toeschouwers: 18.500 Scheidsrechter: Vasyl Melnychuk (UKR) |
| 16 november EK 1996 kwalificatie № 616 «onderlinge duels» 14:00 uur (UTC+1) | Hysen Zmijani 33' |       | 18' Jürgen Klinsmann 46' Ulf Kirsten | Qemal Stafastadion, Tirana Toeschouwers: 18.500 Scheidsrechter: Vasyl Melnychuk (UKR) |

|                                                                              |          |                                                         |           |                                                                                         |
| 14 december VEK 1996 kwalificatie № 617 «onderlinge duels» 19:00 uur (UTC+2) | Moldavië | 0 – 3                                                   | Duitsland | Stadionul Republican, Chişinău Toeschouwers: 20.000 Scheidsrechter: Jef van Vliet (NED) |
| 14 december VEK 1996 kwalificatie № 617 «onderlinge duels» 19:00 uur (UTC+2) |          | 6' Ulf Kirsten 38' Jürgen Klinsmann 71' Lothar Matthäus |           | Stadionul Republican, Chişinău Toeschouwers: 20.000 Scheidsrechter: Jef van Vliet (NED) |

|                                                                             |                                                |       |                   | |
| 18 december EK 1996 kwalificatie № 618 «onderlinge duels» 15:30 uur (UTC+1) | Duitsland                                      | 2 – 1 | Albanië           | Fritz-Walter-Stadion, Kaiserslautern Toeschouwers: 20.310 Scheidsrechter: Svend Erik Christensen (DEN) |
| 18 december EK 1996 kwalificatie № 618 «onderlinge duels» 15:30 uur (UTC+1) | Lothar Matthäus 8' (pen.) Jürgen Klinsmann 17' |       | 58' Altin Rraklli | Fritz-Walter-Stadion, Kaiserslautern Toeschouwers: 20.310 Scheidsrechter: Svend Erik Christensen (DEN) |

|                                                                          |        |       |           | |
| 22 februari Vriendschappelijk № 619 «onderlinge duels» 21:30 uur (UTC+1) | Spanje | 0 – 0 | Duitsland | Estadio Municipal de Chapín, Jerez de la Frontera Toeschouwers: 19.000 Scheidsrechter: Leif Sundell (SWE) |
| 22 februari Vriendschappelijk № 619 «onderlinge duels» 21:30 uur (UTC+1) |        |       |           | Estadio Municipal de Chapín, Jerez de la Frontera Toeschouwers: 19.000 Scheidsrechter: Leif Sundell (SWE) |

### 1995
|                                                                          |         |                                           |           |                                                                                             |
| 29 maart EK 1996 kwalificatie № 620 «onderlinge duels» 21:00 uur (UTC+5) | Georgië | 0 – 2                                     | Duitsland | Boris Paitsjadzestadion, Tbilisi Toeschouwers: 75.000 Scheidsrechter: Martin Bodenham (ENG) |
| 29 maart EK 1996 kwalificatie № 620 «onderlinge duels» 21:00 uur (UTC+5) |         | 24' Jürgen Klinsmann 45' Jürgen Klinsmann |           | Boris Paitsjadzestadion, Tbilisi Toeschouwers: 75.000 Scheidsrechter: Martin Bodenham (ENG) |

|                                                                          |                    |       |                  |                                                                                              |
| 26 april EK 1996 kwalificatie № 621 «onderlinge duels» 19:45 uur (UTC+2) | Duitsland          | 1 – 1 | Wales            | Rheinstadion, Düsseldorf Toeschouwers: 43.461 Scheidsrechter: José María García-Aranda (ESP) |
| 26 april EK 1996 kwalificatie № 621 «onderlinge duels» 19:45 uur (UTC+2) | Heiko Herrlich 41' |       | 7' Dean Saunders | Rheinstadion, Düsseldorf Toeschouwers: 43.461 Scheidsrechter: José María García-Aranda (ESP) |

|                                                                        |                                                                                 |       |                                        | |
| 7 juni EK 1996 kwalificatie № 622 «onderlinge duels» 19:30 uur (UTC+3) | Bulgarije                                                                       | 3 – 2 | Duitsland                              | Vasil Levski Nationaal Stadion, Sofia Toeschouwers: 44.208 Scheidsrechter: Pierluigi Pairetto (ITA) |
| 7 juni EK 1996 kwalificatie № 622 «onderlinge duels» 19:30 uur (UTC+3) | Christo Stoitsjkov 45' (pen.) Christo Stoitsjkov 65' (pen.) Emil Kostadinov 70' |       | 17' Jürgen Klinsmann 54' Thomas Strunz | Vasil Levski Nationaal Stadion, Sofia Toeschouwers: 44.208 Scheidsrechter: Pierluigi Pairetto (ITA) |

| |                                           |       |        |                                                                               |
| 21 juni Vriendschappelijk 100-jarig jubileumtoernooi SFV № 623 «onderlinge duels» 20:00 uur (UTC+2) | Duitsland                                 | 2 – 0 | Italië | Letzigrund, Zürich Toeschouwers: 17.000 Scheidsrechter: Claude Détruche (SUI) |
| 21 juni Vriendschappelijk 100-jarig jubileumtoernooi SFV № 623 «onderlinge duels» 20:00 uur (UTC+2) | Thomas Helmer 4' Paolo Maldini 37' (e.d.) |       |        | Letzigrund, Zürich Toeschouwers: 17.000 Scheidsrechter: Claude Détruche (SUI) |

| |                 |       |                                      |                                                                               |
| 23 juni Vriendschappelijk 100-jarig jubileumtoernooi SFV № 624 «onderlinge duels» 20:30 uur (UTC+2) | Zwitserland     | 1 – 2 | Duitsland                            | Wankdorfstadion, Bern Toeschouwers: 17.000 Scheidsrechter: Gerd Grabher (AUT) |
| 23 juni Vriendschappelijk 100-jarig jubileumtoernooi SFV № 624 «onderlinge duels» 20:30 uur (UTC+2) | Adrian Knup 77' |       | 63' Thomas Häßler 83' Andreas Möller | Wankdorfstadion, Bern Toeschouwers: 17.000 Scheidsrechter: Gerd Grabher (AUT) |

|                                                                                                  |                      |       |                                   |                                                                                                |
| 23 augustus Vriendschappelijk 100-jarig jubileum KBVB № 625 «onderlinge duels» 20:30 uur (UTC+2) | België               | 1 – 2 | Duitsland                         | Koning Boudewijnstadion, Brussel Toeschouwers: 30.000 Scheidsrechter: Mario van der Ende (NED) |
| 23 augustus Vriendschappelijk 100-jarig jubileum KBVB № 625 «onderlinge duels» 20:30 uur (UTC+2) | Michaël Goossens 17' |       | 6' Andreas Möller 84' Fredi Bobic | Koning Boudewijnstadion, Brussel Toeschouwers: 30.000 Scheidsrechter: Mario van der Ende (NED) |

|                                                                             |                                                                          |       |                      |                                                                                     |
| 6 september EK 1996 kwalificatie № 626 «onderlinge duels» 19:45 uur (UTC+2) | Duitsland                                                                | 4 – 1 | Georgië              | Frankenstadion, Neurenberg Toeschouwers: 44.000 Scheidsrechter: Jim McCluskey (SCO) |
| 6 september EK 1996 kwalificatie № 626 «onderlinge duels» 19:45 uur (UTC+2) | Andreas Möller 38' Christian Ziege 57' Ulf Kirsten 62' Markus Babbel 72' |       | 28' Temoeri Ketsbaia | Frankenstadion, Neurenberg Toeschouwers: 44.000 Scheidsrechter: Jim McCluskey (SCO) |

|                                                                           | |       |                 |                                                                                               |
| 8 oktober EK 1996 kwalificatie № 627 «onderlinge duels» 18:00 uur (UTC+1) | Duitsland | 6 – 1 | Moldavië        | Ulrich Haberlandstadion, Leverkusen Toeschouwers: 18.400 Scheidsrechter: Zygmunt Ziober (POL) |
| 8 oktober EK 1996 kwalificatie № 627 «onderlinge duels» 18:00 uur (UTC+1) | Serghei Stroenco 15' (e.d.) Thomas Helmer 18' Matthias Sammer 23' Andreas Möller 47' Andreas Möller 61' Matthias Sammer 71' |       | 81' Radu Rebeja | Ulrich Haberlandstadion, Leverkusen Toeschouwers: 18.400 Scheidsrechter: Zygmunt Ziober (POL) |

|                                                                          |                          |       |                                               |                                                                                   |
| 11 oktober EK 1996 kwalificatie № 628 «onderlinge duels» 19:30 uur (UTC) | Wales                    | 1 – 2 | Duitsland                                     | The Arms Park, Cardiff Toeschouwers: 27.000 Scheidsrechter: Ion Crăciunescu (ROU) |
| 11 oktober EK 1996 kwalificatie № 628 «onderlinge duels» 19:30 uur (UTC) | Thomas Helmer 78' (e.d.) |       | 74' (e.d.) Andy Melville 84' Jürgen Klinsmann | The Arms Park, Cardiff Toeschouwers: 27.000 Scheidsrechter: Ion Crăciunescu (ROU) |

|                                                                             |                                                                    |       |                        |                                                                                    |
| 15 november EK 1996 kwalificatie № 629 «onderlinge duels» 19:45 uur (UTC+1) | Duitsland                                                          | 3 – 1 | Bulgarije              | Olympiastadion, Berlijn Toeschouwers: 75.841 Scheidsrechter: Vasilis Nikakis (GRE) |
| 15 november EK 1996 kwalificatie № 629 «onderlinge duels» 19:45 uur (UTC+1) | Jürgen Klinsmann 50' Thomas Häßler 56' Jürgen Klinsmann 76' (pen.) |       | 47' Christo Stoitsjkov | Olympiastadion, Berlijn Toeschouwers: 75.841 Scheidsrechter: Vasilis Nikakis (GRE) |

|                                                                          |             |       |           |                                                                                               |
| 15 december Vriendschappelijk № 630 «onderlinge duels» 20:00 uur (UTC+2) | Zuid-Afrika | 0 – 0 | Duitsland | Johannesburgstadion, Johannesburg Toeschouwers: 27.500 Scheidsrechter: Dermot Gallagher (ENG) |
| 15 december Vriendschappelijk № 630 «onderlinge duels» 20:00 uur (UTC+2) |             |       |           | Johannesburgstadion, Johannesburg Toeschouwers: 27.500 Scheidsrechter: Dermot Gallagher (ENG) |

### 1996
|                                                                          |                   |       |                                       |                                                                                  |
| 21 februari Vriendschappelijk № 631 «onderlinge duels» 20:30 uur (UTC+1) | Portugal          | 1 – 2 | Duitsland                             | Estádio das Antas, Porto Toeschouwers: 18.000 Scheidsrechter: Robert Boggi (ITA) |
| 21 februari Vriendschappelijk № 631 «onderlinge duels» 20:30 uur (UTC+1) | António Folha 52' |       | 14' Andreas Möller 65' Andreas Möller | Estádio das Antas, Porto Toeschouwers: 18.000 Scheidsrechter: Robert Boggi (ITA) |

|                                                                       |                                      |       |            |                                                                                 |
| 27 maart Vriendschappelijk № 632 «onderlinge duels» 19:30 uur (UTC+1) | Duitsland                            | 2 – 0 | Denemarken | Olympiastadion, München Toeschouwers: 25.500 Scheidsrechter: René Temmink (NED) |
| 27 maart Vriendschappelijk № 632 «onderlinge duels» 19:30 uur (UTC+1) | Michael Laudrup 8' Brian Laudrup 28' |       |            | Olympiastadion, München Toeschouwers: 25.500 Scheidsrechter: René Temmink (NED) |

|                                                                       |           |                             |           |                                                                                 |
| 24 april Vriendschappelijk № 633 «onderlinge duels» 20:30 uur (UTC+2) | Nederland | 0 – 1                       | Duitsland | De Kuip, Rotterdam Toeschouwers: 27.000 Scheidsrechter: Pierluigi Collina (ITA) |
| 24 april Vriendschappelijk № 633 «onderlinge duels» 20:30 uur (UTC+2) |           | 19' (pen.) Jürgen Klinsmann |           | De Kuip, Rotterdam Toeschouwers: 27.000 Scheidsrechter: Pierluigi Collina (ITA) |

|                                                                     |                    |       |                   |                                                                               |
| 29 mei Vriendschappelijk № 634 «onderlinge duels» 19:30 uur (UTC+1) | Noord-Ierland      | 1 – 1 | Duitsland         | Windsor Park, Belfast Toeschouwers: 11.700 Scheidsrechter: Willie Young (SCO) |
| 29 mei Vriendschappelijk № 634 «onderlinge duels» 19:30 uur (UTC+1) | George O'Boyle 76' |       | 77' Mehmet Scholl | Windsor Park, Belfast Toeschouwers: 11.700 Scheidsrechter: Willie Young (SCO) |

|                                                                     |           |                  |           |                                                                                              |
| 1 juni Vriendschappelijk № 635 «onderlinge duels» 17:00 uur (UTC+2) | Duitsland | 0 – 1            | Frankrijk | Gottlieb Daimlerstadion, Stuttgart Toeschouwers: 53.135 Scheidsrechter: Ryszard Wójcik (POL) |
| 1 juni Vriendschappelijk № 635 «onderlinge duels» 17:00 uur (UTC+2) |           | 7' Laurent Blanc |           | Gottlieb Daimlerstadion, Stuttgart Toeschouwers: 53.135 Scheidsrechter: Ryszard Wójcik (POL) |

|                                                                     | |       |                 |                                                                                      |
| 4 juni Vriendschappelijk № 636 «onderlinge duels» 19:30 uur (UTC+2) | Duitsland | 9 – 1 | Liechtenstein   | Carl-Benz-Stadion, Mannheim Toeschouwers: 26.000 Scheidsrechter: Werner Müller (SUI) |
| 4 juni Vriendschappelijk № 636 «onderlinge duels» 19:30 uur (UTC+2) | Andreas Möller 4' Stefan Kuntz 18' Oliver Bierhoff 22' Christian Ziege 38' Matthias Sammer 48' Jürgen Kohler 53' Andreas Möller 64' Jürgen Klinsmann 85' Stefan Kuntz 90' |       | 69' Marco Pérez | Carl-Benz-Stadion, Mannheim Toeschouwers: 26.000 Scheidsrechter: Werner Müller (SUI) |

| Europees kampioenschap voetbal 1996 |
| ----------------------------------- |

|                                                                   |                                        |       |          |                                                                                   |
| 9 juni EK 1996 Groep C № 637 «onderlinge duels» 17:00 uur (UTC+1) | Duitsland                              | 2 – 0 | Tsjechië | Old Trafford, Manchester Toeschouwers: 37.300 Scheidsrechter: David Elleray (ENG) |
| 9 juni EK 1996 Groep C № 637 «onderlinge duels» 17:00 uur (UTC+1) | Christian Ziege 26' Andreas Möller 32' |       |          | Old Trafford, Manchester Toeschouwers: 37.300 Scheidsrechter: David Elleray (ENG) |

|                                                                    |         |                                               |           |                                                                                        |
| 16 juni EK 1996 Groep C № 638 «onderlinge duels» 15:00 uur (UTC+1) | Rusland | 0 – 3                                         | Duitsland | Old Trafford, Manchester Toeschouwers: 50.760 Scheidsrechter: Kim Milton Nielsen (DEN) |
| 16 juni EK 1996 Groep C № 638 «onderlinge duels» 15:00 uur (UTC+1) |         | 56' Matthias Sammer 77', 90' Jürgen Klinsmann |           | Old Trafford, Manchester Toeschouwers: 50.760 Scheidsrechter: Kim Milton Nielsen (DEN) |

|                                                                    |        |       |           |                                                                                  |
| 19 juni EK 1996 Groep C № 639 «onderlinge duels» 19:30 uur (UTC+1) | Italië | 0 – 0 | Duitsland | Old Trafford, Manchester Toeschouwers: 53.740 Scheidsrechter: Guy Goethals (BEL) |
| 19 juni EK 1996 Groep C № 639 «onderlinge duels» 19:30 uur (UTC+1) |        |       |           | Old Trafford, Manchester Toeschouwers: 53.740 Scheidsrechter: Guy Goethals (BEL) |

|                                                                        |                                                 |       |                 |                                                                                  |
| 23 juni EK 1996 Kwartfinale № 640 «onderlinge duels» 15:00 uur (UTC+1) | Duitsland                                       | 2 – 1 | Kroatië         | Old Trafford, Manchester Toeschouwers: 43.412 Scheidsrechter: Leif Sundell (SWE) |
| 23 juni EK 1996 Kwartfinale № 640 «onderlinge duels» 15:00 uur (UTC+1) | Jürgen Klinsmann 20' (pen.) Matthias Sammer 59' |       | 51' Davor Šuker | Old Trafford, Manchester Toeschouwers: 43.412 Scheidsrechter: Leif Sundell (SWE) |

|                                                                         |                                                                                         |              |                                                                                       |                                                                                |
| 26 juni EK 1996 Halve finale № 641 «onderlinge duels» 19:30 uur (UTC+1) | Engeland                                                                                | 1 – 1 (n.v.) | Duitsland                                                                             | Wembley Stadium, Londen Toeschouwers: 75.862 Scheidsrechter: Sándor Puhl (HUN) |
| 26 juni EK 1996 Halve finale № 641 «onderlinge duels» 19:30 uur (UTC+1) | Alan Shearer 2'                                                                         |              | 15' Stefan Kuntz                                                                      | Wembley Stadium, Londen Toeschouwers: 75.862 Scheidsrechter: Sándor Puhl (HUN) |
| 26 juni EK 1996 Halve finale № 641 «onderlinge duels» 19:30 uur (UTC+1) | Strafschoppen                                                                           |              |                                                                                       | Wembley Stadium, Londen Toeschouwers: 75.862 Scheidsrechter: Sándor Puhl (HUN) |
| 26 juni EK 1996 Halve finale № 641 «onderlinge duels» 19:30 uur (UTC+1) | Alan Shearer David Platt Stuart Pearce Paul Gascoigne Teddy Sheringham Gareth Southgate | 5–6          | Thomas Häßler Thomas Strunz Stefan Reuter Christian Ziege Stefan Kuntz Andreas Möller | Wembley Stadium, Londen Toeschouwers: 75.862 Scheidsrechter: Sándor Puhl (HUN) |

|                                                                   |                          |                   |                                         |                                                                                       |
| 30 juni EK 1996 Finale № 642 «onderlinge duels» 19:00 uur (UTC+1) | Tsjechië                 | 1 – 2 (n.v./g.g.) | Duitsland                               | Wembley Stadium, Londen Toeschouwers: 73.611 Scheidsrechter: Pierluigi Pairetto (ITA) |
| 30 juni EK 1996 Finale № 642 «onderlinge duels» 19:00 uur (UTC+1) | Patrik Berger 59' (pen.) |                   | 73' Oliver Bierhoff 95' Oliver Bierhoff | Wembley Stadium, Londen Toeschouwers: 73.611 Scheidsrechter: Pierluigi Pairetto (ITA) |

|  |  |  |  |  |  |  |  |  |

|                                                                          |       |                                          |           |                                                                               |
| 4 september Vriendschappelijk № 643 «onderlinge duels» 20:30 uur (UTC+2) | Polen | 0 – 2                                    | Duitsland | Stadion Górnika, Zabrze Toeschouwers: 8.000 Scheidsrechter: Paul Durkin (ENG) |
| 4 september Vriendschappelijk № 643 «onderlinge duels» 20:30 uur (UTC+2) |       | 28' Oliver Bierhoff 89' Jürgen Klinsmann |           | Stadion Górnika, Zabrze Toeschouwers: 8.000 Scheidsrechter: Paul Durkin (ENG) |

|                                                                           |                       |       |                                                                                           |                                                                               |
| 9 oktober WK 1998 kwalificatie № 644 «onderlinge duels» 20:00 uur (UTC+4) | Armenië               | 1 – 5 | Duitsland                                                                                 | Hrazdan, Jerevan Toeschouwers: 42.000 Scheidsrechter: Pierluigi Collina (ITA) |
| 9 oktober WK 1998 kwalificatie № 644 «onderlinge duels» 20:00 uur (UTC+4) | Karapet Mikaelyan 84' |       | 20' Thomas Häßler 26' Jürgen Klinsmann 39' Thomas Häßler 69' Fredi Bobic 81' Stefan Kuntz | Hrazdan, Jerevan Toeschouwers: 42.000 Scheidsrechter: Pierluigi Collina (ITA) |

|                                                                            |                    |       |                   |                                                                                   |
| 9 november WK 1998 kwalificatie № 645 «onderlinge duels» 17:30 uur (UTC+1) | Duitsland          | 1 – 1 | Noord-Ierland     | Frankenstadion, Neurenberg Toeschouwers: 40.718 Scheidsrechter: Ahmet Çakar (TUR) |
| 9 november WK 1998 kwalificatie № 645 «onderlinge duels» 17:30 uur (UTC+1) | Andreas Möller 41' |       | 39' Gerry Taggart | Frankenstadion, Neurenberg Toeschouwers: 40.718 Scheidsrechter: Ahmet Çakar (TUR) |

|                                                                           |          |       |           |                                                                                 |
| 14 december WK 1998 kwalificatie № 646 «onderlinge duels» 20:45 uur (UTC) | Portugal | 0 – 0 | Duitsland | Estádio da Luz, Lissabon Toeschouwers: 50.000 Scheidsrechter: Sándor Puhl (HUN) |
| 14 december WK 1998 kwalificatie № 646 «onderlinge duels» 20:45 uur (UTC) |          |       |           | Estádio da Luz, Lissabon Toeschouwers: 50.000 Scheidsrechter: Sándor Puhl (HUN) |

|                                                                          |        |                  |           |                                                                                        |
| 26 februari Vriendschappelijk № 647 «onderlinge duels» 18:45 uur (UTC+2) | Israël | 0 – 1            | Duitsland | Ramat Ganstadion, Ramat Gan Toeschouwers: 22.000 Scheidsrechter: Stefano Braschi (ITA) |
| 26 februari Vriendschappelijk № 647 «onderlinge duels» 18:45 uur (UTC+2) |        | 85' Dariusz Wosz |           | Ramat Ganstadion, Ramat Gan Toeschouwers: 22.000 Scheidsrechter: Stefano Braschi (ITA) |

### 1997
|                                                                         |                                               |       |                                                 |                                                                                             |
| 2 april WK 1998 kwalificatie № 648 «onderlinge duels» 19:30 uur (UTC+2) | Albanië                                       | 2 – 3 | Duitsland                                       | Estadio Nuevo Los Cármenes, Granada Toeschouwers: 9.780 Scheidsrechter: Michel Piraux (BEL) |
| 2 april WK 1998 kwalificatie № 648 «onderlinge duels» 19:30 uur (UTC+2) | Bledar Kola 61' (pen.) Bledar Kola 89' (pen.) |       | 63' Ulf Kirsten 80' Ulf Kirsten 84' Ulf Kirsten | Estadio Nuevo Los Cármenes, Granada Toeschouwers: 9.780 Scheidsrechter: Michel Piraux (BEL) |

|                                                                          |                                      |       |          |                                                                              |
| 30 april WK 1998 kwalificatie № 649 «onderlinge duels» 19:30 uur (UTC+2) | Duitsland                            | 2 – 0 | Oekraïne | Weserstadion, Bremen Toeschouwers: 33.242 Scheidsrechter: Anders Frisk (SWE) |
| 30 april WK 1998 kwalificatie № 649 «onderlinge duels» 19:30 uur (UTC+2) | Oliver Bierhoff 62' Mario Basler 72' |       |          | Weserstadion, Bremen Toeschouwers: 33.242 Scheidsrechter: Anders Frisk (SWE) |

|                                                                        |          |       |           |                                                                                |
| 7 juni WK 1998 kwalificatie № 650 «onderlinge duels» 21:30 uur (UTC+3) | Oekraïne | 0 – 0 | Duitsland | NSK Olimpiejsky, Kiev Toeschouwers: 61.735 Scheidsrechter: László Vágner (HUN) |
| 7 juni WK 1998 kwalificatie № 650 «onderlinge duels» 21:30 uur (UTC+3) |          |       |           | NSK Olimpiejsky, Kiev Toeschouwers: 61.735 Scheidsrechter: László Vágner (HUN) |

|                                                                             |                    |       |                                                             |                                                                                     |
| 20 augustus WK 1998 kwalificatie № 651 «onderlinge duels» 19:30 uur (UTC+1) | Noord-Ierland      | 1 – 3 | Duitsland                                                   | Windsor Park, Belfast Toeschouwers: 12.037 Scheidsrechter: José García-Aranda (ESP) |
| 20 augustus WK 1998 kwalificatie № 651 «onderlinge duels» 19:30 uur (UTC+1) | Michael Hughes 59' |       | 73' Oliver Bierhoff 78' Oliver Bierhoff 79' Oliver Bierhoff | Windsor Park, Belfast Toeschouwers: 12.037 Scheidsrechter: José García-Aranda (ESP) |

|                                                                             |                 |       |                   |                                                                               |
| 6 september WK 1998 kwalificatie № 652 «onderlinge duels» 20:00 uur (UTC+2) | Duitsland       | 1 – 1 | Portugal          | Olympiastadion, Berlijn Toeschouwers: 75.841 Scheidsrechter: Marc Batta (FRA) |
| 6 september WK 1998 kwalificatie № 652 «onderlinge duels» 20:00 uur (UTC+2) | Ulf Kirsten 81' |       | 71' Pedro Barbosa | Olympiastadion, Berlijn Toeschouwers: 75.841 Scheidsrechter: Marc Batta (FRA) |

|                                                                              |                                                                             |       |         |                                                                                       |
| 10 september WK 1998 kwalificatie № 653 «onderlinge duels» 19:30 uur (UTC+2) | Duitsland                                                                   | 4 – 0 | Armenië | Westfalenstadion, Dortmund Toeschouwers: 32.000 Scheidsrechter: Peter Mikkelsen (DEN) |
| 10 september WK 1998 kwalificatie № 653 «onderlinge duels» 19:30 uur (UTC+2) | Jürgen Klinsmann 70' Jürgen Klinsmann 84' Thomas Häßler 86' Ulf Kirsten 90' |       |         | Westfalenstadion, Dortmund Toeschouwers: 32.000 Scheidsrechter: Peter Mikkelsen (DEN) |

|                                                                            |                                                                              |       |                                                      |                                                                                         |
| 11 oktober WK 1998 kwalificatie № 654 «onderlinge duels» 19:30 uur (UTC+2) | Duitsland                                                                    | 4 – 3 | Albanië                                              | Niedersachsenstadion, Hannover Toeschouwers: 44.522 Scheidsrechter: Rune Pedersen (NOR) |
| 11 oktober WK 1998 kwalificatie № 654 «onderlinge duels» 19:30 uur (UTC+2) | Thomas Helmer 64' Oliver Bierhoff 73' Olaf Marschall 86' Oliver Bierhoff 90' |       | 55' (e.d.) Jürgen Kohler 80' Igli Tare 88' Rudi Vata | Niedersachsenstadion, Hannover Toeschouwers: 44.522 Scheidsrechter: Rune Pedersen (NOR) |

|                                                                          |                                                          |       |             |                                                                                  |
| 15 november Vriendschappelijk № 655 «onderlinge duels» 18:00 uur (UTC+1) | Duitsland                                                | 3 – 0 | Zuid-Afrika | Rheinstadion, Düsseldorf Toeschouwers: 27.000 Scheidsrechter: Ľuboš Micheľ (SVK) |
| 15 november Vriendschappelijk № 655 «onderlinge duels» 18:00 uur (UTC+1) | Dietmar Hamann 13' Oliver Bierhoff 32' Jörg Heinrich 70' |       |             | Rheinstadion, Düsseldorf Toeschouwers: 27.000 Scheidsrechter: Ľuboš Micheľ (SVK) |

### 1998
|                                                                          |           |                                     |      |                                                                                                  |
| 18 februari Vriendschappelijk № 656 «onderlinge duels» 21:00 uur (UTC+4) | Duitsland | 0 – 2                               | Oman | Sportcomplex Sultan Qaboos, Muscat Toeschouwers: 10.000 Scheidsrechter: Esa Mohammed Saleh (UAE) |
| 18 februari Vriendschappelijk № 656 «onderlinge duels» 21:00 uur (UTC+4) |           | 27' Jürgen Kohler 63' Jörg Heinrich |      | Sportcomplex Sultan Qaboos, Muscat Toeschouwers: 10.000 Scheidsrechter: Esa Mohammed Saleh (UAE) |

|                                                                          |               |                                                         |           |                                                                                           |
| 22 februari Vriendschappelijk № 657 «onderlinge duels» 20:00 uur (UTC+3) | Saoedi-Arabië | 0 – 3                                                   | Duitsland | Koning Fahdstadion, Riyad Toeschouwers: 17.000 Scheidsrechter: Sultan Mjalli Khamis (BHR) |
| 22 februari Vriendschappelijk № 657 «onderlinge duels» 20:00 uur (UTC+3) |               | 19' Andreas Möller 72' Thomas Helmer 90' Olaf Marschall |           | Koning Fahdstadion, Riyad Toeschouwers: 17.000 Scheidsrechter: Sultan Mjalli Khamis (BHR) |

|                                                                       |                 |       |                               |                                                                                             |
| 25 maart Vriendschappelijk № 658 «onderlinge duels» 20:30 uur (UTC+1) | Duitsland       | 1 – 2 | Brazilië                      | Gottlieb Daimlerstadion, Stuttgart Toeschouwers: 52.803 Scheidsrechter: David Elleray (ENG) |
| 25 maart Vriendschappelijk № 658 «onderlinge duels» 20:30 uur (UTC+1) | Ulf Kirsten 65' |       | 27' César Sampaio 88' Ronaldo | Gottlieb Daimlerstadion, Stuttgart Toeschouwers: 52.803 Scheidsrechter: David Elleray (ENG) |

|                                                                       |                    |       |         |                                                                                                   |
| 22 april Vriendschappelijk № 659 «onderlinge duels» 19:00 uur (UTC+2) | Duitsland          | 1 – 0 | Nigeria | Müngersdorferstadion, Keulen Toeschouwers: 48.000 Scheidsrechter: Antonio Jesús López Nieto (ESP) |
| 22 april Vriendschappelijk № 659 «onderlinge duels» 19:00 uur (UTC+2) | Andreas Möller 58' |       |         | Müngersdorferstadion, Keulen Toeschouwers: 48.000 Scheidsrechter: Antonio Jesús López Nieto (ESP) |

|                                                                     |         |       |           |                                                                                        |
| 27 mei Vriendschappelijk № 660 «onderlinge duels» 20:30 uur (UTC+3) | Finland | 0 – 0 | Duitsland | Olympisch Stadion, Helsinki Toeschouwers: 18.417 Scheidsrechter: Claus Bo Larsen (DEN) |
| 27 mei Vriendschappelijk № 660 «onderlinge duels» 20:30 uur (UTC+3) |         |       |           | Olympisch Stadion, Helsinki Toeschouwers: 18.417 Scheidsrechter: Claus Bo Larsen (DEN) |

|                                                                     |                                                           |       |                              |                                                                                         |
| 30 mei Vriendschappelijk № 661 «onderlinge duels» 18:00 uur (UTC+2) | Duitsland                                                 | 3 – 1 | Colombia                     | Waldstadion, Frankfurt am Main Toeschouwers: 50.000 Scheidsrechter: Atanas Uzunov (BUL) |
| 30 mei Vriendschappelijk № 661 «onderlinge duels» 18:00 uur (UTC+2) | Oliver Bierhoff 1' Oliver Bierhoff 15' Andreas Möller 46' |       | 87' (pen.) Carlos Valderrama | Waldstadion, Frankfurt am Main Toeschouwers: 50.000 Scheidsrechter: Atanas Uzunov (BUL) |

|                                                                     | |       |           |                                                                                       |
| 5 juni Vriendschappelijk № 662 «onderlinge duels» 19:30 uur (UTC+2) | Duitsland | 7 – 0 | Luxemburg | Carl-Benz-Stadion, Mannheim Toeschouwers: 25.000 Scheidsrechter: Fritz Stuchlik (AUT) |
| 5 juni Vriendschappelijk № 662 «onderlinge duels» 19:30 uur (UTC+2) | Ulf Kirsten 6' Jürgen Klinsmann 15' Thomas Helmer 28' Ulf Kirsten 46' Oliver Bierhoff 57' Oliver Bierhoff 71' Christian Ziege 83' |       |           | Carl-Benz-Stadion, Mannheim Toeschouwers: 25.000 Scheidsrechter: Fritz Stuchlik (AUT) |

| Wereldkampioenschap voetbal 1998 |
| -------------------------------- |

|                                                                    |                                        |       |                  |                                                                                  |
| 15 juni WK 1998 Groep F № 663 «onderlinge duels» 21:00 uur (UTC+2) | Duitsland                              | 2 – 0 | Verenigde Staten | Parc des Princes, Parijs Toeschouwers: 43.815 Scheidsrechter: Said Belqola (MAR) |
| 15 juni WK 1998 Groep F № 663 «onderlinge duels» 21:00 uur (UTC+2) | Andreas Möller 9' Jürgen Klinsmann 65' |       |                  | Parc des Princes, Parijs Toeschouwers: 43.815 Scheidsrechter: Said Belqola (MAR) |

|                                                                |                                                  |       |                                            |                                                                                            |
| 21 juni WK 1998 Groep F № 664 «onderlinge duels» 14:30 (UTC+2) | Duitsland                                        | 2 – 2 | Joegoslavië                                | Stade Bollaert-Delelis, Lens Toeschouwers: 41.275 Scheidsrechter: Kim Milton Nielsen (DEN) |
| 21 juni WK 1998 Groep F № 664 «onderlinge duels» 14:30 (UTC+2) | Siniša Mihajlović 74' (e.d.) Oliver Bierhoff 80' |       | 12' Predrag Mijatović 54' Dragan Stojković | Stade Bollaert-Delelis, Lens Toeschouwers: 41.275 Scheidsrechter: Kim Milton Nielsen (DEN) |

|                                                                    |                                          |       |      |                                                                                              |
| 25 juni WK 1998 Groep F № 665 «onderlinge duels» 16:30 uur (UTC+2) | Duitsland                                | 2 – 0 | Iran | Stade de la Mosson, Montpellier Toeschouwers: 29.800 Scheidsrechter: Epifanio González (PAR) |
| 25 juni WK 1998 Groep F № 665 «onderlinge duels» 16:30 uur (UTC+2) | Oliver Bierhoff 50' Jürgen Klinsmann 57' |       |      | Stade de la Mosson, Montpellier Toeschouwers: 29.800 Scheidsrechter: Epifanio González (PAR) |

|                                                                           |                                          |       |                    |                                                                                               |
| 29 juni WK 1998 Achtste finale № 666 «onderlinge duels» 16:30 uur (UTC+2) | Duitsland                                | 2 – 1 | Mexico             | Stade de la Mosson, Montpellier Toeschouwers: 29.800 Scheidsrechter: Vítor Melo Pereira (POR) |
| 29 juni WK 1998 Achtste finale № 666 «onderlinge duels» 16:30 uur (UTC+2) | Jürgen Klinsmann 75' Oliver Bierhoff 86' |       | 47' Luis Hernández | Stade de la Mosson, Montpellier Toeschouwers: 29.800 Scheidsrechter: Vítor Melo Pereira (POR) |

|                                                                       |           |                                                      |         |                                                                                 |
| 4 juli WK 1998 Kwartfinale № 667 «onderlinge duels» 21:00 uur (UTC+2) | Duitsland | 0 – 3                                                | Kroatië | Stade de Gerland, Lyon Toeschouwers: 39.100 Scheidsrechter: Rune Pedersen (NOR) |
| 4 juli WK 1998 Kwartfinale № 667 «onderlinge duels» 21:00 uur (UTC+2) |           | 45+3' Robert Jarni 80' Goran Vlaović 85' Davor Šuker |         | Stade de Gerland, Lyon Toeschouwers: 39.100 Scheidsrechter: Rune Pedersen (NOR) |

|  |  |  |  |  |  |  |  |  |

|                                                                          |                 |       |                                              |                                                                                   |
| 2 september Vriendschappelijk № 668 «onderlinge duels» 19:30 uur (UTC+2) | Malta           | 1 – 2 | Duitsland                                    | Ta' Qalistadion, Ta' Qali Toeschouwers: 5.000 Scheidsrechter: Livio Bazzoli (ITA) |
| 2 september Vriendschappelijk № 668 «onderlinge duels» 19:30 uur (UTC+2) | Joe Brincat 26' |       | 6' (e.d.) Darren Debono 72' Stephan Passlack | Ta' Qalistadion, Ta' Qali Toeschouwers: 5.000 Scheidsrechter: Livio Bazzoli (ITA) |

|                                                                          |                         |       |                            |                                                                                     |
| 5 september Vriendschappelijk № 669 «onderlinge duels» 19:30 uur (UTC+2) | Duitsland               | 1 – 1 | Roemenië                   | Ta' Qalistadion, Ta' Qali Toeschouwers: 1.500 Scheidsrechter: Alfred Micallef (MLT) |
| 5 september Vriendschappelijk № 669 «onderlinge duels» 19:30 uur (UTC+2) | Christian Nerlinger 86' |       | 35' (pen.) Viorel Moldovan | Ta' Qalistadion, Ta' Qali Toeschouwers: 1.500 Scheidsrechter: Alfred Micallef (MLT) |

|                                                                            |                 |       |           |                                                                                    |
| 10 oktober EK 2000 kwalificatie № 670 «onderlinge duels» 20:00 uur (UTC+3) | Turkije         | 1 – 0 | Duitsland | Bursa Atatürkstadion, Bursa Toeschouwers: 17.505 Scheidsrechter: Hugh Dallas (SCO) |
| 10 oktober EK 2000 kwalificatie № 670 «onderlinge duels» 20:00 uur (UTC+3) | Hakan Şükür 70' |       |           | Bursa Atatürkstadion, Bursa Toeschouwers: 17.505 Scheidsrechter: Hugh Dallas (SCO) |

|                                                                            |                    |       |                                                     |                                                                                     |
| 14 oktober EK 2000 kwalificatie № 671 «onderlinge duels» 20:30 uur (UTC+3) | Moldavië           | 1 – 3 | Duitsland                                           | Stadionul Republican, Chişinău Toeschouwers: 5.400 Scheidsrechter: Juan Marín (ESP) |
| 14 oktober EK 2000 kwalificatie № 671 «onderlinge duels» 20:30 uur (UTC+3) | Alexandru Guzun 6' |       | 19' Ulf Kirsten 35' Ulf Kirsten 38' Oliver Bierhoff | Stadionul Republican, Chişinău Toeschouwers: 5.400 Scheidsrechter: Juan Marín (ESP) |

|                                                                          |                    |       |                      |                                                                                      |
| 18 november Vriendschappelijk № 672 «onderlinge duels» 20:15 uur (UTC+1) | Duitsland          | 1 – 1 | Nederland            | Parkstadion, Gelsenkirchen Toeschouwers: 44.962 Scheidsrechter: Ryszard Wójcik (POL) |
| 18 november Vriendschappelijk № 672 «onderlinge duels» 20:15 uur (UTC+1) | Olaf Marschall 52' |       | 22' Michael Reiziger | Parkstadion, Gelsenkirchen Toeschouwers: 44.962 Scheidsrechter: Ryszard Wójcik (POL) |

### 1999
|                                                                         |                                                         |       |           |                                                                                         |
| 6 februari Vriendschappelijk № 673 «onderlinge duels» 13:00 uur (UTC−5) | Verenigde Staten                                        | 3 – 0 | Duitsland | Alltel Stadium, Jacksonville Toeschouwers: 17.259 Scheidsrechter: Gilberto Alcalá (MEX) |
| 6 februari Vriendschappelijk № 673 «onderlinge duels» 13:00 uur (UTC−5) | Jovan Kirovski 10' Anthony Sanneh 24' Claudio Reyna 26' |       |           | Alltel Stadium, Jacksonville Toeschouwers: 17.259 Scheidsrechter: Gilberto Alcalá (MEX) |

|                                                                         |                                                                     |       |                                                      |                                                                          |
| 9 februari Vriendschappelijk № 674 «onderlinge duels» 15:30 uur (UTC−5) | Colombia                                                            | 3 – 3 | Duitsland                                            | Orange Bowl, Miami Toeschouwers: 14.563 Scheidsrechter: Brian Hall (USA) |
| 9 februari Vriendschappelijk № 674 «onderlinge duels» 15:30 uur (UTC−5) | Faustino Asprilla 26' Faustino Asprilla 68' (pen.) Iván Córdoba 80' |       | 33' Michael Preetz 55' Michael Preetz 74' Marco Bode | Orange Bowl, Miami Toeschouwers: 14.563 Scheidsrechter: Brian Hall (USA) |

|                                                                        |               |                                                  |           |                                                                                  |
| 27 maart EK 2000 kwalificatie № 675 «onderlinge duels» 15:00 uur (UTC) | Noord-Ierland | 0 – 3                                            | Duitsland | Windsor Park, Belfast Toeschouwers: 14.270 Scheidsrechter: Graziano Cesari (ITA) |
| 27 maart EK 2000 kwalificatie № 675 «onderlinge duels» 15:00 uur (UTC) |               | 19' Marco Bode 43' Marco Bode 62' Dietmar Hamann |           | Windsor Park, Belfast Toeschouwers: 14.270 Scheidsrechter: Graziano Cesari (ITA) |

|                                                                      |                                       |       |         |                                                                                         |
| 31 maart EK 2000 kwalificatie № 676 «onderlinge duels» 20:30 (UTC+2) | Duitsland                             | 2 – 0 | Finland | Frankenstadion, Neurenberg Toeschouwers: 40.758 Scheidsrechter: Sergei Khussainov (RUS) |
| 31 maart EK 2000 kwalificatie № 676 «onderlinge duels» 20:30 (UTC+2) | Jens Jeremies 31' Oliver Neuville 37' |       |         | Frankenstadion, Neurenberg Toeschouwers: 40.758 Scheidsrechter: Sergei Khussainov (RUS) |

|                                                                       |           |                   |           |                                                                           |
| 28 april Vriendschappelijk № 677 «onderlinge duels» 20:30 uur (UTC+2) | Duitsland | 0 – 1             | Schotland | Weserstadion, Bremen Toeschouwers: 27.000 Scheidsrechter: Urs Meier (SUI) |
| 28 april Vriendschappelijk № 677 «onderlinge duels» 20:30 uur (UTC+2) |           | 66' Don Hutchison |           | Weserstadion, Bremen Toeschouwers: 27.000 Scheidsrechter: Urs Meier (SUI) |

|                                                                       | |       |                  |                                                                               |
| 4 juni EK 2000 kwalificatie № 678 «onderlinge duels» 20:30 uur (UTC+) | Duitsland                                                                                                   | 6 – 1 | Moldavië         | BayArena, Leverkusen Toeschouwers: 21.000 Scheidsrechter: Jorge Coroado (POR) |
| 4 juni EK 2000 kwalificatie № 678 «onderlinge duels» 20:30 uur (UTC+) | Oliver Bierhoff 2' Ulf Kirsten 26' Marco Bode 37' Oliver Bierhoff 56' Mehmet Scholl 70' Oliver Bierhoff 82' |       | 75' Oleg Şişchin | BayArena, Leverkusen Toeschouwers: 21.000 Scheidsrechter: Jorge Coroado (POR) |

| FIFA Confederations Cup 1999 |
| ---------------------------- |

|                                                                               |                                             |       |           |                                                                                         |
| 24 juli Confederations Cup Groep B № 679 «onderlinge duels» 12:00 uur (UTC−5) | Brazilië                                    | 4 – 0 | Duitsland | Estadio Jalisco, Guadalajara Toeschouwers: 60.000 Scheidsrechter: Gilberto Alcala (MEX) |
| 24 juli Confederations Cup Groep B № 679 «onderlinge duels» 12:00 uur (UTC−5) | Zé Roberto 62' Ronaldinho 72' Alex 86', 87' |       |           | Estadio Jalisco, Guadalajara Toeschouwers: 60.000 Scheidsrechter: Gilberto Alcala (MEX) |

|                                                                               |                                       |       |               |                                                                                      |
| 28 juli Confederations Cup Groep B № 680 «onderlinge duels» 18:00 uur (UTC−5) | Duitsland                             | 2 – 0 | Nieuw-Zeeland | Estadio Jalisco, Guadalajara Toeschouwers: 42.000 Scheidsrechter: Coffi Codjia (BEN) |
| 28 juli Confederations Cup Groep B № 680 «onderlinge duels» 18:00 uur (UTC−5) | Michael Preetz 6' Lothar Matthäus 33' |       |               | Estadio Jalisco, Guadalajara Toeschouwers: 42.000 Scheidsrechter: Coffi Codjia (BEN) |

|                                                                               |                     |       |           |                                                                                         |
| 30 juli Confederations Cup Groep B № 681 «onderlinge duels» 18:00 uur (UTC−5) | Verenigde Staten    | 2 – 0 | Duitsland | Estadio Jalisco, Guadalajara Toeschouwers: 53.000 Scheidsrechter: Gilberto Alcala (MEX) |
| 30 juli Confederations Cup Groep B № 681 «onderlinge duels» 18:00 uur (UTC−5) | Olsen 23' Moore 50' |       |           | Estadio Jalisco, Guadalajara Toeschouwers: 53.000 Scheidsrechter: Gilberto Alcala (MEX) |

|  |  |  |  |  |  |  |  |  |

|                                                                         |                 |       |                                        |                                                                                            |
| 4 september EK 2000 kwalificatie № 682 «onderlinge duels» 20:00 (UTC+3) | Finland         | 1 – 2 | Duitsland                              | Olympisch Stadion, Helsinki Toeschouwers: 20.184 Scheidsrechter: Antonio López Nieto (ESP) |
| 4 september EK 2000 kwalificatie № 682 «onderlinge duels» 20:00 (UTC+3) | Janne Salli 63' |       | 2' Oliver Bierhoff 17' Oliver Bierhoff | Olympisch Stadion, Helsinki Toeschouwers: 20.184 Scheidsrechter: Antonio López Nieto (ESP) |

|                                                                             |                                                                                |       |               |                                                                                     |
| 8 september EK 2000 kwalificatie № 683 «onderlinge duels» 20:30 uur (UTC+2) | Duitsland                                                                      | 4 – 0 | Noord-Ierland | Westfalenstadion, Dortmund Toeschouwers: 41.000 Scheidsrechter: Giorgos Bikas (GRE) |
| 8 september EK 2000 kwalificatie № 683 «onderlinge duels» 20:30 uur (UTC+2) | Oliver Bierhoff 2' Christian Ziege 15' Christian Ziege 35' Christian Ziege 45' |       |               | Westfalenstadion, Dortmund Toeschouwers: 41.000 Scheidsrechter: Giorgos Bikas (GRE) |

|                                                                           |           |       |         |                                                                                      |
| 9 oktober EK 2000 kwalificatie № 684 «onderlinge duels» 19:30 uur (UTC+2) | Duitsland | 0 – 0 | Turkije | Olympiastadion, München Toeschouwers: 63.572 Scheidsrechter: Pierluigi Collina (ITA) |
| 9 oktober EK 2000 kwalificatie № 684 «onderlinge duels» 19:30 uur (UTC+2) |           |       |         | Olympiastadion, München Toeschouwers: 63.572 Scheidsrechter: Pierluigi Collina (ITA) |

|                                                                          |           |                   |           |                                                                           |
| 14 november Vriendschappelijk № 685 «onderlinge duels» 17:30 uur (UTC+1) | Noorwegen | 0 – 1             | Duitsland | Ullevaalstadion, Oslo Toeschouwers: 14.359 Scheidsrechter: Dick Jol (NED) |
| 14 november Vriendschappelijk № 685 «onderlinge duels» 17:30 uur (UTC+1) |           | 90' Mehmet Scholl |           | Ullevaalstadion, Oslo Toeschouwers: 14.359 Scheidsrechter: Dick Jol (NED) |

CONMEBOL: Bolivia · Chili  · Colombia · Ecuador · Uruguay · Venezuela

UEFA: Albanië · Andorra · Armenië · Azerbeidzjan · België · Bosnië en Herzegovina · Bulgarije · Cyprus · Denemarken · (West-)Duitsland · Duitse Democratische Republiek · Engeland · Estland · Faeröer · Finland · Frankrijk · Georgië · Griekenland · Hongarije · IJsland · Ierland · Israël · Italië · Joegoslavië · Kroatië · Letland · Liechtenstein · Litouwen · Luxemburg · Malta · Moldavië · Nederland · Noord-Ierland · Noord-Macedonië · Noorwegen · Oekraïne · Oostenrijk · Polen · Portugal · Roemenië · Rusland · San Marino · Schotland · Slovenië · Slowakije · Sovjet-Unie/GOS ·  Spanje · Tsjechië · Tsjecho-Slowakije · Turkije · Wales · Wit-Rusland · Zweden · Zwitserland

AFC: Kazachstan

CAF: Madagaskar

CONCACAF: Belize · Canada
DFB · A-internationals · Bondscoaches · Duits vrouwenelftal · Olympisch elftal · Duitsland U21 · Duitsland U20 · Duitsland U19 · Duitsland U18 · Duitsland U17 · Duitsland U16 · Vrouwen U17
1905 – 1919 · 
1920 – 1929 · 
1930 – 1939 · 
1940 – 1949 · 
1950 – 1959 · 
1960 – 1969 · 
1970 – 1979 · 
1980 – 1989 · 
1990 – 1999 · 
2000 – 2009 · 
2010 – 2019 · 
2020 – 2029
EK's: 1972 · 
1976 · 
1980 · 
1984 · 
1988 · 
1992 · 
1996 · 
2000 · 
2004 · 
2008 · 
2012 · 
2016 · 
2020 · 
2024
CC: 1999 · 
2005 · 
2017
WK's: 1934 ·
1938 · 
1954 · 
1958 · 
1962 · 
1966 · 
1970 · 
1974 · 
1978 · 
1982 · 
1986 · 
1990 · 
1994 · 
1998 · 
2002 · 
2006 · 
2010 · 
2014 · 
2018 · 
2022
OS: 1912 ·
1928 ·
1936 ·
2016 ·
2020
Albanië ·
Algerije ·
Argentinië ·
Armenië ·
Australië ·
Azerbeidzjan ·
België ·
Bohemen en Moravië ·
Bolivia ·
Bosnië en Herzegovina ·
Brazilië ·
Bulgarije ·
Canada ·
Chili ·
China ·
Colombia ·
Costa Rica ·
Cyprus ·
DDR ·
Denemarken ·
Ecuador ·
Egypte ·
Engeland ·
Estland ·
Faeröer ·
Finland ·
Frankrijk ·
Georgië ·
Ghana ·
Gibraltar ·
GOS ·
Griekenland ·
Hongarije ·
Ierland ·
IJsland ·
Iran ·
Israël ·
Italië ·
Ivoorkust ·
Japan ·
Joegoslavië ·
Kameroen ·
Kazachstan ·
Koeweit ·
Kroatië ·
Letland ·
Liechtenstein ·
Litouwen ·
Luxemburg ·
Malta ·
Marokko ·
Mexico ·
Moldavië ·
Nederland ·
Nieuw-Zeeland ·
Nigeria ·
Noord-Ierland ·
Noord-Macedonië ·
Noorwegen ·
Oekraïne ·
Oman ·
Oostenrijk ·
Paraguay ·
Peru ·
Polen ·
Portugal ·
Roemenië ·
Rusland ·
Saarland ·
San Marino ·
Saoedi-Arabië ·
Schotland ·
Servië ·
Servië en Montenegro · 
Slovenië ·
Slowakije ·
Sovjet-Unie ·
Spanje ·
Thailand ·
Tsjechië ·
Tsjecho-Slowakije ·
Tunesië ·
Turkije ·
Uruguay ·
Verenigde Arabische Emiraten ·
Verenigde Staten ·
Wales ·
Wit-Rusland ·
Zuid-Afrika ·
Zuid-Korea ·
Zweden ·
Zwitserland
Algerije (1982) · 
Algerije (2014) · 
Argentinië (1986) ·
Argentinië (1990) ·
Argentinië (2006) ·
Argentinië (2014) · 
Australië (2010) ·
België (1980) · 
Brazilië (2002) ·
Brazilië (2014) · 
Chili (1982) ·
Costa Rica (2006) ·
Denemarken (1992) ·
Denemarken (2012) · 
Ecuador (2006) ·
Engeland (1966) ·
Engeland (1982) ·
Engeland (2010) ·
Engeland (2021) ·
Frankrijk (2014) · 
Frankrijk (2021) · 
Ghana (2014) ·
Griekenland (2012) · 
Hongarije (1954, 2) ·
Hongarije (2021) ·
Italië (1982) ·
Italië (2006) ·
Italië (2012) · 
Japan (2022) · 
Kroatië (2008) ·
Mexico (2018) ·
Nederland (1974) ·
Nederland (2012) ·
Oekraïne (2016) ·
Oostenrijk (1982) ·
Oostenrijk (2008) ·
Polen (2006) ·
Polen (2008) ·
Polen (2016) ·
Portugal (2006) ·
Portugal (2008) ·
Portugal (2012) ·
Portugal (2014) ·
Portugal (2021) ·
Servië (2010) ·
Sovjet-Unie (1972) · 
Spanje (1982) ·
Spanje (2008) ·
Spanje (2022) ·
Tsjechië (1996, 2) · 
Tsjecho-Slowakije (1976) ·
Turkije (2008) ·
Verenigde Staten (2014) ·
Zuid-Korea (2018) ·
Zweden (2006)